# Braunia exserta
Braunia exserta är en bladmossart som beskrevs av C. Müller 1879. Braunia exserta ingår i släktet Braunia och familjen Hedwigiaceae. Inga underarter finns listade i Catalogue of Life.